# Rohan
Rohan je kraljevstvo iz knjige Gospodar prstenova. Igra veoma važnu ulogu u knjizi.
Rohan je zemlja konjanika. Nalazi se sjeverno od svoga saveznika Gondora i sjeverozapadno od Mordora njihovog neprijatelja. Naseljeno je Rohirrimima, narodu poznatom kao vrsni konjanici.

## Zemljopis
Rohan je opisan kao zemlja plodne zemlje i niske trave, veoma sličan azijskim stepama. Klima je topla-kontinentalna a vrijeme je često promjenjivo. Rohan je nekad opisan kao "more trave".
U doba Rata za prsten, Rohan je bio samo 1/3 veličine Gondora i desetljećima se smanjivao. Bio je rijetko naseljen. Sudeći prema veličini vojske Rohan je imao oko 50.000 stanovnika.

### Granice
Granice Rohana su: 
- Rijeke Isen i Adorn su zapadne granice prema Isengardu i zemljama Dunledinga
- Bijele planine su južne granice prema Gondoru
- Na istoku Entwash
- Na sjeveru rijeka Limlight

### Gradovi
Glavni grad je planinska tvrđava Edoras koji se nalazi blizu obronaka Bijelih planina. Još jedan veći grad je Aldburg grad Eorla mladog. Treći značajniji grad je Snowbourne koji je sličan Edorasu. Helmova klisura je dolina u kojoj se nalazi najjača tvđava Rohana, Hornburg

## Ljudi
Gondorijanci su vjerovali da su Rohirrimi inferiorni njima ali ipak superiorni ljudima tmine. Međutim, Tolkien je rekao da su to Gondorijanci izmislili zbog ponosa. Rohirrimi i Gondorijanci su imali daleke zajedničke pretke, a predak Rohirrima bio je Eothed.
Ljudi Rohana bili su visoki,plavokosi i najčešće svijetloplavih očiju. Bili su snažni a ipak dobroćudni.
Imali su dodira s Vilenjacima ali su ipak imali svoje Božanstvo.

### Konji i ratovanje
Rohirrimi su bili poznati kao konjanici i uzgajači.
Vojska Rohana sastojala se gotovo isključivo od konjice, podijeljeni u odrede-eorede. Međutim njihova vojska i nije bila baš velika. Imali su okrugle štitove, duga koplja, duge mačeve i lančani oklop sve do koljena.
Za vrijeme rata svaki je čovjek morao ići u rat. Bili su obvezatni pomoći Gondoru zbog Eorlove zakletve, a znak da Gondor treba pomoć bila je tzv. Crvena strijela. Rohan je mogao biti obaviješten da je Gondor u opasnosti i svjetlošću vatri koje bi se uplaile na vrhu Bijelih planina. 
Mearas su bili vrsta konja koja je bila veoma brza i uzgajala se samo u Rohanu.
Zbog svih povezanosti s konjima Rohan je dobio svoje ime tj. prema Sinadrinskom jeziku Rochand-zemlja gospodara konja dok Rochirrim znači gospodari konja.

### Jezik
Rohirrimi govore Rohiirricom koji je sličan jeziku svih Ljudi.
Domovinu zovu Ridenna-mearc, ili jednostavno Mark. Sebe nazivaju Eorlingas, Eorlovi sinovi. Originalni naziv za Rohan na Rohirricu je Lôgrad.
Mnogi Hobiiti nose imena sličan Rohirričkim riječima, vjerojatno jer imaju zajedničke pretke koji su živjeli oko rijeke Anduin. Ime Hobbit je izvedeno iz Rohirričkog Holbytlan što znači kopači rupa.

## Povijest
Popis kraljeva Rohana-pogledajte popis kraljeva Rohana
U 13.stoljeću trećega doba Gondor je postao saveznik s plemenom Sjevernjaka iz Rhovaniona. U 21. stoljeću pleme koje je sebe nazivalo Eothed preselilo se iz područja oko Anduina u sjeverozapadni Mrkodol. 2509 g. Gondor je pozvao to pleme u pomoć protiv invazije Ljudi tmine sa sjeveroistoka- Haradrima i Orkova iz Mordora. Eorl mladi je odgovorio na poziv i od Gondora dobio zemlju Rohan, uz poznatu zakletvu kralja Gondora.
2758 Rohan je napadnut od strane Dunledinga pod vodtsvom Wulfa. Kralj Helm Batošak branio se u utvrdi Hornburg dok nije stigla pomoć iz Gondora.
Ubrzo je Saruman preuzeo vlast nad Isengardom i to je Rohanu pomoglo da se oporavi, jer je čarobnjak u početku djelovao prijateljski prema narodu. 
Međutim 3019. g Saruman je napao Rohan i pobijedio na gazu rijeke Isen, te uspio ubiti sina kralja Theodena, Theodreda. No Theoden je uspio pobijediti u bitci za Hornburg. Theoden je odmah krenuo u pomoć Gondoru i bio je ubijen u bitci na Pelennorskim poljima. Vlast je preuzeo Eomer i jahao s vojskom pred Crne dveri Mordora.
Nakon što je Aragorn preuzeo vlast u Gondoru, Rohan i Gondor su se čvrsto povezali.

## Politika
Rohan je bio apsolutna monarhija. Kralje je bio na čelu vojske. Nije bilo parlamenta no savjetnici su nekad utjecali na kralja poput Grime Gujoslova